# 淮川街道
淮川街道（わいせんかいどう）は中華人民共和国湖南省長沙市瀏陽市の街道。

## 行政区画
- 西街居委会
- 西正街居委会
- 朝陽街居委会
- 北正街居委会
- 新北居委会
- 北園居委会
- 城東居委会
- 聯城居委会

## 経済

### 名物・特産品
- 水産業

## 地理
淮川街道は瀏陽市中部に位置し、北及び東北は関口街道と、東及び東南は荷花街道と、西及び西北は集里街道とそれぞれ接している。
- 河川：瀏陽河

## 教育
- 瀏陽一中

## 交通

### 道路
- 県道：方竹路、金沙路、北正路、労動路、環城線、瀏陽河路、人民路、圭斎路、車站路、郵電路
- 省道：S309
- 高速公路：G106、G319

### 橋
- 319公路大橋
- 醴瀏鉄道大橋
- 天馬大橋
- 彩虹橋
- 鶴源橋

## 観光
- 瀏陽河風光帯
- 西湖山
- 新文路歩行街
- 思邈公園
- 瀏陽文廟
- 譚嗣同故居
- 欧陽予倩故居
- 奎文閣
- 城隍廟